# 田中剛 (ゲームプロデューサー)
田中 剛（たなか つよし）は、日本のゲームプロデューサー。現在はゼニマックス・アジア所属。

## 来歴
- 1994年 - 神奈川大学 経済学部経済学科卒を卒業。[1]。
- 2001年 - 海外留学や出版社勤務を経て、第一開発部プロデューサーとしてカプコン（CAPCOM）入社。
- 2003年 - 第一開発事業部事業部長兼プロデューサー就任。
- 2004年 - 編成室プロデューサー就任。
- 2006年 - カプコン退社。エンジンズへ移籍。
- 2011年 - エンジンズ退社。GREE入社。
- 2012年 - GREE UKに転籍。副社長及び開発トップを担当。
- 2013年 - GREE退社。株式会社PLAYSOME入社。
- 2014年 - 株式会社PLAYSOME退社。ゼニマックス・アジア入社。ベセスダ・ソフトワークスプロデューサー/ブランドマネージャー担当。
- 2018年～ - シニアマネージャー就任。

## 業績・作品リスト
- 「デビルメイクライ2」
- 「デビルメイクライ3」
- 「モンスターハンター」
- 「モンスターハンターG」
- 「モンスターハンター2」
- 「モンスターハンターポータブル」
- 「バイオハザード アウトブレイク」
- 「バイオハザード アウトブレイク ファイル2」

他

## 受賞歴
- The Elder Scrolls V: Skyrim VR - PlayStation VR賞[2]。